# Matthias Braun (Literaturwissenschaftler)
Matthias Braun (* 1949 in Berlin) ist ein deutscher Literaturwissenschaftler.

## Leben
Von 1968 bis 1977 studierte er evangelische Theologie, Theater- und Literaturwissenschaft in Berlin und Leipzig (Abschluss als Diplom-Theaterwissenschaftler). Von 1975 bis 1977 absolvierte er ein Forschungsstudium an der Theaterhochschule Leipzig. Von 1977 bis 1992 war er wissenschaftlicher Mitarbeiter im Bertolt-Brecht-Archiv der Akademie der Künste der DDR und von 1988 bis 1991 deren Stellvertretender Archivleiter. Von 1992 bis 2015 war er wissenschaftlicher Mitarbeiter in der Forschungsabteilung der Stasi-Unterlagenbehörde. Seit 2012 ist er assoziierter Wissenschaftler und Lehrbeauftragter am Institut für Germanistik (AB Literaturwissenschaft) der Justus-Liebig-Universität Gießen.

## Schriften (Auswahl)
- Drama um eine Komödie. Das Ensemble von SED und Staatssicherheit, FDJ und Ministerium für Kultur gegen Heiner Müllers „Die Umsiedlerin oder Das Leben auf dem Lande“ im Oktober 1961. Berlin 1995.
- Die Literaturzeitschrift „Sinn und Form“. Ein ungeliebtes Aushängeschild der SED-Kulturpolitik. Bremen 2004.
- Kulturinsel und Machtinstrument. Die Akademie der Künste, die Partei und die Staatssicherheit. Göttingen 2007.